# Michel Teló
Michel Teló (født 21. januar 1981) er en brasiliansk sanger. Inden sin solokarriere var han forsanger for flere gruppe, hvoraf Grupo Tradição er den mest kendte. Hans største hit er "Bará Berê" og "Ai Se Eu Te Pego!". Sidstnævnte nåede #1 på de fleste europæiske hitlister samt i Latinamerika og Quebec.

## Discografi

### Studiealbums
- 2009: Balada Sertaneja

### Livealbums
- 2010: Michel Teló Ao Vivo
- 2011: Michel na Balada
- 2013: Sunset